# Pholidobolus dicrus
Espèce
Synonymes
- Prionodactylus dicrus Uzzell, 1973
- Cercosaura dicrus (Uzzell, 1973)
- Cercosaura dicra (Uzzell, 1973)

Pholidobolus dicrus est une espèce de sauriens de la famille des Gymnophthalmidae.

## Répartition
Cette espèce est endémique d'Équateur. Elle se rencontre entre 600 et 1 800 m d'altitude dans la cordillère Orientale.

## Publication originale
- Uzzell, 1973 : A revision of the genus Prionodactylus with a new genus for P. leucostictus and notes on the genus Euspondylus (Sauria, Teiidae). Postilla, vol. 159, p. 1-67 (texte intégral).